# Reneizm
Reneizm – postawa życiowa, której modelowym reprezentantem jest tytułowy bohater powieści François-René de Chateaubrianda René (1802). Jest ona - obok werteryzmu, schilleryzmu i bajronizmu - przejawem romantycznego indywidualizmu, który we wczesnej fazie epoki manifestował się głównie na płaszczyźnie egzystencjalnej, z czasem dopiero uzyskując zabarwienie i nacechowanie patriotyczno-ideowe w takich kreacjach, jak wallenrodyzm czy prometeizm.
Reneizm, podobnie jak werteryzm, jest przejawem buntu wobec rzeczywistości otaczającej wybitną jednostkę o rozbudowanej i nadwrażliwej osobowości, reagującej niezwykle emocjonalnie. Protest ten przeżywany jest - w odróżnieniu od postawy bajronicznej - w sposób bierny, w psychice, marzeniach, myślach i uczuciach bohatera. Ten przejaw bólu istnienia spowodowany jest niemożnością przystosowania się do realiów świata, jego merkantylizmu, praktycyzmu, hipokryzji czy różnego rodzaju niesprawiedliwości. Niezgoda na owe prawa i warunki oraz świadomość własnej inności skłaniają do egotycznych wynurzeń. samoizolacji, melancholijnego odczuwania i przeżywania, ucieczki na łono natury, aby w ten sposób odgrodzić się od wrogiej i bolesnej rzeczywistości. Jest to swoista choroba wieku, określana czasami jako Weltschmerz, która zawładnęła młodymi w początkach XIX w.
Bohater to młodzieniec o wybujałej wyobraźni, samotnik przeżywający rozterki i niepokoje, niezdolny do jakiejkolwiek aktywności, zniechęcony do życia, przepełniony cierpieniem, myślący o samobójstwie.
Z pogłosami reneizmu spotykamy się m.in. w kreacjach Gustawa z Adama Mickiewicza Dziadów cz. II czy bohatera Godziny myśli lub Kordiana z dramatu Juliusza Słowackiego.